# Coppa Europa di sci alpino 2026
La Coppa Europa di sci alpino 2026 sarà la cinquantacinquesima edizione della manifestazione organizzata dalla Federazione internazionale sci e snowboard.
La stagione maschile inizierà il 21 novembre 2025 a Levi, in Finlandia, e si concluderà il 25 marzo 2026 a Schladming, in Austria; sono in programma 37 gare (9 discese libere, 9 supergiganti, 9 slalom giganti e 10 slalom speciali) in 19 tappe. Il norvegese Oscar Andreas Sandvik è il detentore uscente della Coppa generale.
La stagione femminile inizierà il 1º dicembre 2025 a Zinal, in Svizzera, e si concluderà il 25 marzo 2026 a Schladming, in Austria; sono in programma 33 gare (7 discese libere, 6 supergiganti, 10 slalom giganti e 10 slalom speciali) in 16 tappe. L'austriaca Nadine Fest è la detentrice uscente della Coppa generale.

## Uomini

### Risultati
| Data             | Località                | Nazione              | Spec. | Primo | Secondo | Terzo |
| ---------------- | ----------------------- | -------------------- | ----- | ----- | ------- | ----- |
| 21 novembre 2025 | Levi                    | Finlandia            | SL    |       |         |       |
| 23 novembre 2025 | Storklinten             | Svezia               | SL    |       |         |       |
| 4 dicembre 2025  | Zinal                   | Svizzera             | GS    |       |         |       |
| 5 dicembre 2025  | Zinal                   | Svizzera             | GS    |       |         |       |
| 9 dicembre 2025  | Santa Caterina Valfurva | Italia               | DH    |       |         |       |
| 12 dicembre 2025 | Santa Caterina Valfurva | Italia               | DH    |       |         |       |
| 13 dicembre 2025 | Santa Caterina Valfurva | Italia               | SG    |       |         |       |
| 16 dicembre 2025 | Valloire                | Francia              | GS    |       |         |       |
| 17 dicembre 2025 | Valloire                | Francia              | GS    |       |         |       |
| 19 dicembre 2025 | Obereggen               | Italia               | SL    |       |         |       |
| 20 dicembre 2025 | Val di Fassa            | Italia               | SL    |       |         |       |
| 9 gennaio 2026   | Wengen                  | Svizzera             | SG    |       |         |       |
| 10 gennaio 2026  | Wengen                  | Svizzera             | SG    |       |         |       |
| 13 gennaio 2026  | Crans-Montana           | Svizzera             | SL    |       |         |       |
| 14 gennaio 2026  | Crans-Montana           | Svizzera             | SL    |       |         |       |
| 18 gennaio 2026  | Pass Thurn              | Austria              | DH    |       |         |       |
| 19 gennaio 2026  | Pass Thurn              | Austria              | DH    |       |         |       |
| 21 gennaio 2026  | Turnau                  | Austria              | SG    |       |         |       |
| 22 gennaio 2026  | Turnau                  | Austria              | GS    |       |         |       |
| 28 gennaio 2026  | Verbier                 | Svizzera             | DH    |       |         |       |
| 29 gennaio 2026  | Verbier                 | Svizzera             | DH    |       |         |       |
| 30 gennaio 2026  | Verbier                 | Svizzera             | SG    |       |         |       |
| 3 febbraio 2026  | Baqueira-Beret          | Spagna               | SL    |       |         |       |
| 4 febbraio 2026  | Baqueira-Beret          | Spagna               | SL    |       |         |       |
| 14 febbraio 2026 | Berchtesgaden           | Germania             | GS    |       |         |       |
| 15 febbraio 2026 | Berchtesgaden           | Germania             | SL    |       |         |       |
| 19 febbraio 2026 | Bjelašnica              | Bosnia ed Erzegovina | SG    |       |         |       |
| 20 febbraio 2026 | Bjelašnica              | Bosnia ed Erzegovina | SG    |       |         |       |
| 24 febbraio 2026 | Norefjell               | Norvegia             | GS    |       |         |       |
| 25 febbraio 2026 | Norefjell               | Norvegia             | GS    |       |         |       |
| 1º marzo 2026    | Oppdal                  | Norvegia             | DH    |       |         |       |
| 2 marzo 2026     | Oppdal                  | Norvegia             | DH    |       |         |       |
| 3 marzo 2026     | Oppdal                  | Norvegia             | SG    |       |         |       |
| 20 marzo 2026    | Saalbach-Hinterglemm    | Austria              | DH    |       |         |       |
| 22 marzo 2026    | Saalbach-Hinterglemm    | Austria              | SG    |       |         |       |
| 24 marzo 2026    | Schladming              | Austria              | GS    |       |         |       |
| 25 marzo 2026    | Schladming              | Austria              | SL    |       |         |       |

Legenda:

DH = discesa libera

SG = supergigante

GS = slalom gigante

SL = slalom speciale

### Classifiche

#### Generale
| Pos. | Nome | Nazione | Punti |
| ---- | ---- | ------- | ----- |
| 1    |      |         |       |
| 2    |      |         |       |
| 3    |      |         |       |
| 4    |      |         |       |
| 5    |      |         |       |
| 6    |      |         |       |
| 7    |      |         |       |
| 8    |      |         |       |
| 9    |      |         |       |
| 10   |      |         |       |

#### Discesa libera
| Pos. | Nome | Nazione | Punti |
| ---- | ---- | ------- | ----- |
| 1    |      |         |       |
| 2    |      |         |       |
| 3    |      |         |       |
| 4    |      |         |       |
| 5    |      |         |       |

#### Supergigante
| Pos. | Nome | Nazione | Punti |
| ---- | ---- | ------- | ----- |
| 1    |      |         |       |
| 2    |      |         |       |
| 3    |      |         |       |
| 4    |      |         |       |
| 5    |      |         |       |

#### Slalom gigante
| Pos. | Nome | Nazione | Punti |
| ---- | ---- | ------- | ----- |
| 1    |      |         |       |
| 2    |      |         |       |
| 3    |      |         |       |
| 4    |      |         |       |
| 5    |      |         |       |

#### Slalom speciale
| Pos. | Nome | Nazione | Punti |
| ---- | ---- | ------- | ----- |
| 1    |      |         |       |
| 2    |      |         |       |
| 3    |      |         |       |
| 4    |      |         |       |
| 5    |      |         |       |

## Donne

### Risultati
| Data             | Località               | Nazione  | Spec. | Prima | Seconda | Terza |
| ---------------- | ---------------------- | -------- | ----- | ----- | ------- | ----- |
| 1º dicembre 2025 | Zinal                  | Svizzera | GS    |       |         |       |
| 2 dicembre 2025  | Zinal                  | Svizzera | GS    |       |         |       |
| 6 dicembre 2026  | Mayrhofen/Hippach      | Austria  | GS    |       |         |       |
| 7 dicembre 2025  | Mayrhofen/Hippach      | Austria  | SL    |       |         |       |
| 17 dicembre 2025 | Sankt Moritz           | Svizzera | DH    |       |         |       |
| 18 dicembre 2025 | Sankt Moritz           | Svizzera | DH    |       |         |       |
| 19 dicembre 2025 | Valle Aurina           | Italia   | SL    |       |         |       |
| 20 dicembre 2025 | Valle Aurina           | Italia   | SL    |       |         |       |
| 9 gennaio 2026   | Sestriere              | Italia   | GS    |       |         |       |
| 10 gennaio 2026  | Sestriere              | Italia   | GS    |       |         |       |
| 14 gennaio 2026  | Pass Thurn             | Austria  | DH    |       |         |       |
| 15 gennaio 2026  | Pass Thurn             | Austria  | DH    |       |         |       |
| 19 gennaio 2026  | Sankt Anton am Arlberg | Austria  | SG    |       |         |       |
| 20 gennaio 2026  | Sankt Anton am Arlberg | Austria  | SG    |       |         |       |
| 23 gennaio 2026  | Chamonix               | Francia  | SL    |       |         |       |
| 24 gennaio 2026  | Chamonix               | Francia  | SL    |       |         |       |
| 28 gennaio 2026  | Orcières               | Francia  | DH    |       |         |       |
| 29 gennaio 2026  | Orcières               | Francia  | DH    |       |         |       |
| 30 gennaio 2026  | Orcières               | Francia  | SG    |       |         |       |
| 4 febbraio 2026  | Sarentino              | Italia   | SG    |       |         |       |
| 5 febbraio 2026  | Sarentino              | Italia   | SG    |       |         |       |
| 7 febbraio 2026  | Oberjoch               | Germania | GS    |       |         |       |
| 8 febbraio 2026  | Oberjoch               | Germania | GS    |       |         |       |
| 10 febbraio 2026 | Hasliberg              | Svizzera | SL    |       |         |       |
| 11 febbraio 2026 | Hasliberg              | Svizzera | SL    |       |         |       |
| 24 febbraio 2026 | Oppdal                 | Norvegia | GS    |       |         |       |
| 25 febbraio 2026 | Oppdal                 | Norvegia | GS    |       |         |       |
| 28 febbraio 2026 | Sundsvall              | Svezia   | SL    |       |         |       |
| 1º marzo 2026    | Sundsvall              | Svezia   | SL    |       |         |       |
| 20 marzo 2026    | Saalbach-Hinterglemm   | Austria  | DH    |       |         |       |
| 21 marzo 2026    | Saalbach-Hinterglemm   | Austria  | SG    |       |         |       |
| 24 marzo 2026    | Schladming             | Austria  | GS    |       |         |       |
| 24 marzo 2026    | Schladming             | Austria  | SL    |       |         |       |

Legenda:

DH = discesa libera

SG = supergigante

GS = slalom gigante

SL = slalom speciale

### Classifiche

#### Generale
| Pos. | Nome | Nazione | Punti |
| ---- | ---- | ------- | ----- |
| 1    |      |         |       |
| 2    |      |         |       |
| 3    |      |         |       |
| 4    |      |         |       |
| 5    |      |         |       |
| 6    |      |         |       |
| 7    |      |         |       |
| 8    |      |         |       |
| 9    |      |         |       |
| 10   |      |         |       |

#### Discesa libera
| Pos. | Nome | Nazione | Punti |
| ---- | ---- | ------- | ----- |
| 1    |      |         |       |
| 2    |      |         |       |
| 3    |      |         |       |
| 4    |      |         |       |
| 5    |      |         |       |

#### Supergigante
| Pos. | Nome | Nazione | Punti |
| ---- | ---- | ------- | ----- |
| 1    |      |         |       |
| 2    |      |         |       |
| 3    |      |         |       |
| 4    |      |         |       |
| 5    |      |         |       |

#### Slalom gigante
| Pos. | Nome | Nazione | Punti |
| ---- | ---- | ------- | ----- |
| 1    |      |         |       |
| 2    |      |         |       |
| 3    |      |         |       |
| 4    |      |         |       |
| 5    |      |         |       |

#### Slalom speciale
| Pos. | Nome | Nazione | Punti |
| ---- | ---- | ------- | ----- |
| 1    |      |         |       |
| 2    |      |         |       |
| 3    |      |         |       |
| 4    |      |         |       |
| 5    |      |         |       |